# Salt de línia
En informàtica, el salt de línia (LF, line feed) és un codi de control que indica un moviment a la següent línia de text, per exemple en una impressora o  terminal. A vegades s'usa juntament amb el retorn de carro (CR), que en una màquina d'escriure mouria el «carro» cap a l'esquerra, fins a la primera columna.
Entre els dos, són un mecanisme per escriure una nova línia de text.

## Exemples d'ús
Per exemple en codi HTML, el salt de línia s'indica amb l'etiqueta <br>
- Un paràgraf de text sense <br>, es previsualitzaria d'aquesta manera:

Lorem ipsum dolor sit amet, consectetur adipiscing elit. Sigueu sodales, Tellus nec pharetra rhoncus, nibh urna adipiscing Orci, nivell porta eros risus.
- Un paràgraf de text amb un <br>, es previsualitzaria d'aquesta altra manera:

Lorem ipsum dolor sit amet, consectetur adipiscing elit. <br> 

Sigueu sodales, Tellus nec pharetra rhoncus, nibh urna adipiscing Orci, nivell porta eros risus.
- Un paràgraf de text amb dos <br>, es previsualitzaria d'aquesta altra:

Lorem ipsum dolor sit amet, consectetur adipiscing elit. <br> <br> 

Sigueu sodales, Tellus nec pharetra rhoncus, nibh urna adipiscing Orci, nivell porta eros risus.

## Història
En una màquina d'escriure convencional, passar a la següent línia necessita dos moviments: un per desplaçar el carro cap a l'esquerra, i un altre per moure el paper una línia cap amunt.
En els ordinador és es va seguir aquesta analogia i es van definir els dos caràcters:  CR per al retorn de carro, i LF per al salt de línia. Entre els dos (CRLF), s'aconseguia que una impressora fes aquests moviments per poder escriure una nova línia de text.
Per això, al principi es va adoptar CRLF com la forma estàndard d'acabar una línia, i molts  protocols de xarxa (com SMTP) així ho esperen.
Aquesta decisió va ser vista més tard com un error, però, el seu ús a DOS i en Microsoft Windows fa que probablement se segueixi usant en el futur.
En Unix, al salt de línia se l'anomena més aviat nova línia,  \n  al llenguatge de programació C i  vbNewline  en Visual Basic. En els  sistemes operatius basats en Unix, un salt de línia té el mateix efecte en un  terminal de text que el CR-LF en una impressora, però es va considerar innecessari enviar a la  pantalla seqüències de codis d'impressora, i per això es va usar LF en comptes de CR-LF.
Apple Computer també va simplificar el parell CR-LF en els seus sistemes operatius, i va triar usar CR sense el LF. Els  sistemes operatius d'Apple van continuar usant el retorn de carro com terminador de línia fins al Mac OS X, que està en part basat en Unix.

## Representació
En ASCII i Unicode, el salt de línia es representa mitjançant el  codi  decimal 10 (a hexadecimal 0A).